# جاكوب تومسون
جاكوب تومسون (بالإنجليزية: Jacob Thompson)‏ هو سياسي أمريكي، ولد في 15 مايو 1810 في الولايات المتحدة، وتوفي في 24 مارس 1885 في ممفيس في الولايات المتحدة. حزبياً، نشط في الحزب الديمقراطي. وقد انتخب عضو مجلس النواب الأمريكي.